# Thomasia glutinosa
Thomasia glutinosa är en malvaväxtart som beskrevs av John Lindley. Thomasia glutinosa ingår i släktet Thomasia och familjen malvaväxter. Utöver nominatformen finns också underarten T. g. latifolia.